# أليستير كامبل (كاتب)
أليستير كامبل (بالإنجليزية: Alistair Campbell)‏ هو كاتب وشاعر نيوزلندي، ولد في 25 يونيو 1925 في راروتونغا في جزر كوك، وتوفي في 16 أغسطس 2009 في ويلينغتون في نيوزيلندا.

## وصلات خارجية
- أليستير كامبل على موقع ميوزك برينز (الإنجليزية)
- أليستير كامبل على موقع ديسكوغز (الإنجليزية)